# Ursule-Catherine de Teschen
Ursule Catherine de Altenbockum, divorcée Lubomirska, épouse Württemberg-Winnental
 (polonais : Urszula Katarzyna Lubomirska z domu Bokum; le 4 mai 1680 – 25 novembre 1743), plus tard, Princesse Impériale de Teschen (allemand : Reichsfürstin von Teschen), est une noble polonaise et allemande maîtresse d'Auguste II le Fort, roi de Pologne et électeur de Saxe. En 1722, elle épouse le Prince Frédéric-Louis de Wurtemberg-Winnental.

## Biographie
Elle est la plus jeune fille du Sénéchal de Lituanie, Jean-Henri d'Altenbockum et de sa femme, Konstancja Tekla Branicka, qui ont émigré de Westphalie.
En 1695, âgée de quinze ans, Ursule épouse le prince Jerzy Dominik Lubomirski. À ce moment, la Famille Lubomirski est classée parmi les plus influentes familles princières de Pologne. Ils entretiennent des relations avec le cardinal Augustyn Michał Stefan Radziejowski, archevêque de Gniezno, qui, après la mort du roi de Pologne Jean III Sobieski, est choisi par le nouveau roi comme son représentant. Néanmoins, le Pape accepte la dissolution de ce "mariage de peu de chance".

## Maîtresse officielle
Autour de la fin du siècle, Auguste II, Électeur de Saxe et depuis 1697, roi de Pologne, rencontre la vivacité et de la belle princesse Lubomirska, et après la dissolution de son mariage, il utilise ses relations avec le Cardinal-Primat pour la rencontrer.
En 1700, elle devient sa maîtresse, en remplacement de la comtesse Maximiliane Hiserle de Chodau (en), aussi connue comme la Comtesse Esterle. Auguste le Fort envoie Ursula en la Saxe et la présente à la cour de Dresde. Les courtisans ont été impressionnés par la beauté et l'exubérance de la princesse. Le 21 août 1704, elle donne naissance à un fils, Jean-Georges, chevalier de Saxe, plus tard, le Chevalier de Saxe.
Seulement cinq jours après la naissance de son fils, le 26 août 1704, Ursula est créée Reichsfürstin (“Princesse Impériale”) de Teschen par l'Empereur Léopold Ier de Habsbourg. Ce titre est seulement honorifique, car seuls les princes ont des sièges et des voix à la Diète d'Empire.

## La vie après Auguste
Cependant, plus tard dans l'année, la relation d'Ursule avec le roi se termine. En 1705, la Comtesse Anna de Constantia de Hoym, plus tard Comtesse de Cosel, la remplace comme maîtresse officielle. Humiliée par le roi chassée de la ville de Dresde, Ursule se retire à Hoyerswerda. Auguste le Fort prête 250 000 thalers (Reichstaler) pour acheter la terre, et plus tard, il lui donne la totalité des droits de propriété. Ensuite, Ursula s'installe à Breslau.
Des années plus tard, après que le roi ait banni la comtesse de Cosel, Ursula retourne à Dresde, où elle occupe une place respectée à la cour. On lui attribue la chute du Lord Chancelier et le Lord chambellan Wolf Dietrich von Beichlingen.
Entre-temps, elle est courtisée par Frédéric-Louis de Wurtemberg-Winnental, qui est de dix ans son cadet, et ils contractent un mariage morganatique le 22 octobre 1722. Le 19 septembre 1734, après douze ans de mariage, Frédéric-Louis est tué lors de la Bataille de Guastalla. En conformité avec le contrat de mariage et en dépit de l'opposition de la Maison de Wurtemberg, la princesse Impériale utilise le nom et les armoiries de son défunt mari jusqu'à son propre décès.
Quand le Roi-Électeur est décédé en 1733, Ursula est bannie de la cour. Le nouvel électeur et roi, Auguste III, lui donne une rente de 18 000 Reichstalern jusqu'à sa mort et 6 000 pour son fils, le Chevalier de Saxe.
Ursula est morte à Dresde, 62 ans. Sa dépouille mortelle est enterrée dans l'Église des Jésuites (Jesuitenkirche) à Leitmeritz (Bohème).